# Šiškovec černý
Šiškovec černý (Strobilomyces strobilaceus) (lidově zvaný „cikán“) je jedlá houba z čeledi hřibovitých.

## Popis
Klobouk je zprvu klenutý, později plochý, světle šedě až popelavě zbarvený, hustě pokrytý tmavšími, šedočerně až sazově zbarvenými, velkými měkkými šupinami až vatovité konzistence. Klobouk má v průměru 6–15 cm (až 20 cm).
Hymenofor na spodní straně klobouku je tvořen rourkami, jež jsou u mladých plodnic zakryty vatovitým velem – plachetkou. Póry rourek jsou v mládí světlé, posléze šedé až černající.
Třeň je zhruba 5–15 cm dlouhý, válcovitý, šedě zbarvený, na povrchu vatovitě šedočerně plstnatý či šupinkatý.
Dužnina je zbarvena světle, po poranění či na řezu se však rychle zbarvuje do červena a posléze černá. Její chuť i vůně jsou nenápadné. 
Výtrusný prach je černě zbarvený. 

## Výskyt
Roste nepříliš hojně od července do října v jehličnatých i listnatých lesích, spíše ve středních a vyšších polohách.   

## Užití
Šiškovec černý je jedlý, ke sběru jsou však doporučovány jen mladší plodnice.   Ke konzumaci se využívají klobouky. Třeň se používá k vyvaření v polévce pro získání tmavého vývaru. Mladý klobouk fritovaný v sádle býval považován za pochoutku.

## Další jména
- hřib šiškovitý
- šiškovec šiškovitý
- šiškovec šupinatý

## Galerie

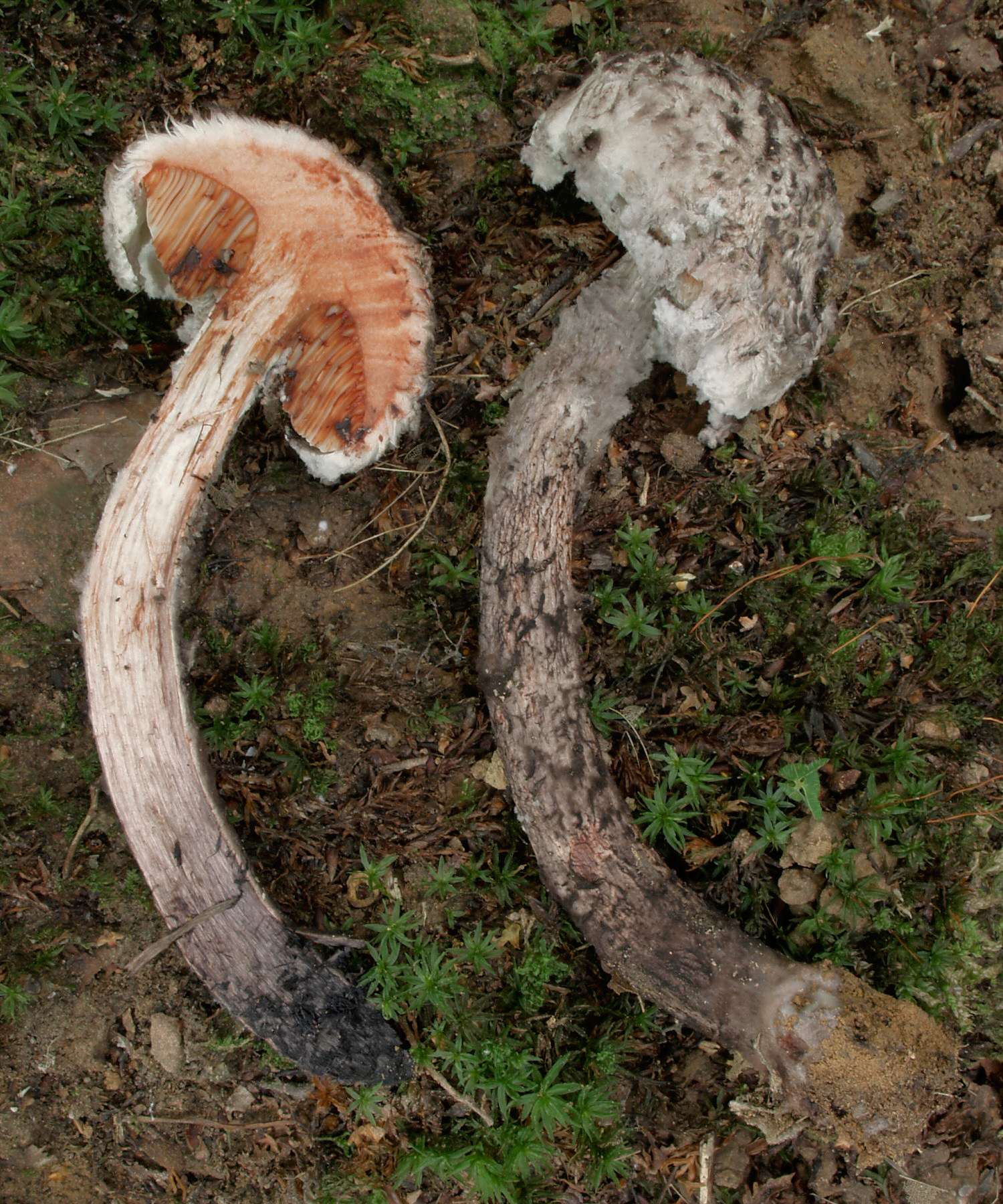
Řez plodnicí šiškovce černého. Dužnina se zbarvuje typicky červeně.
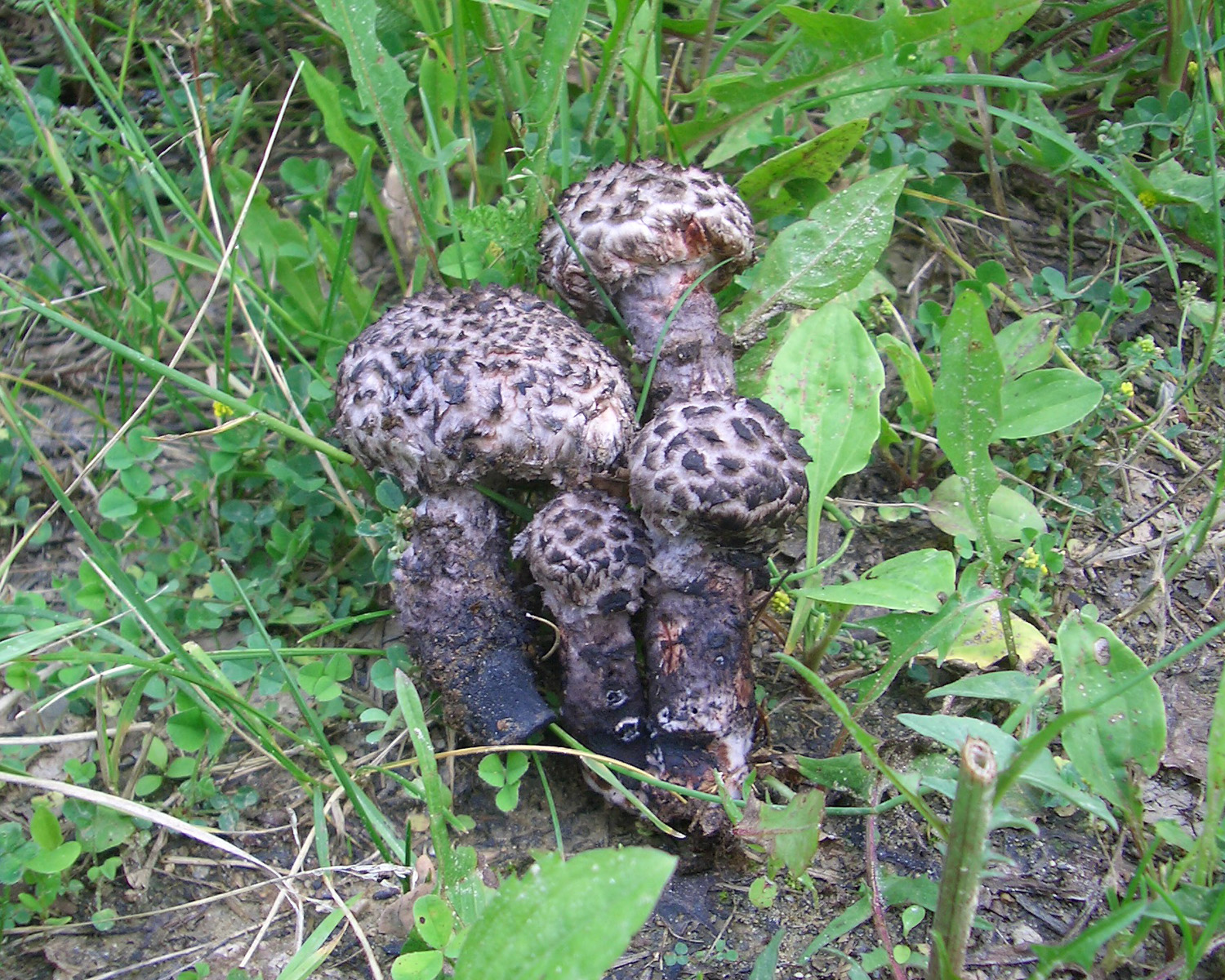
Skupina mladších plodnic šiškovce černého
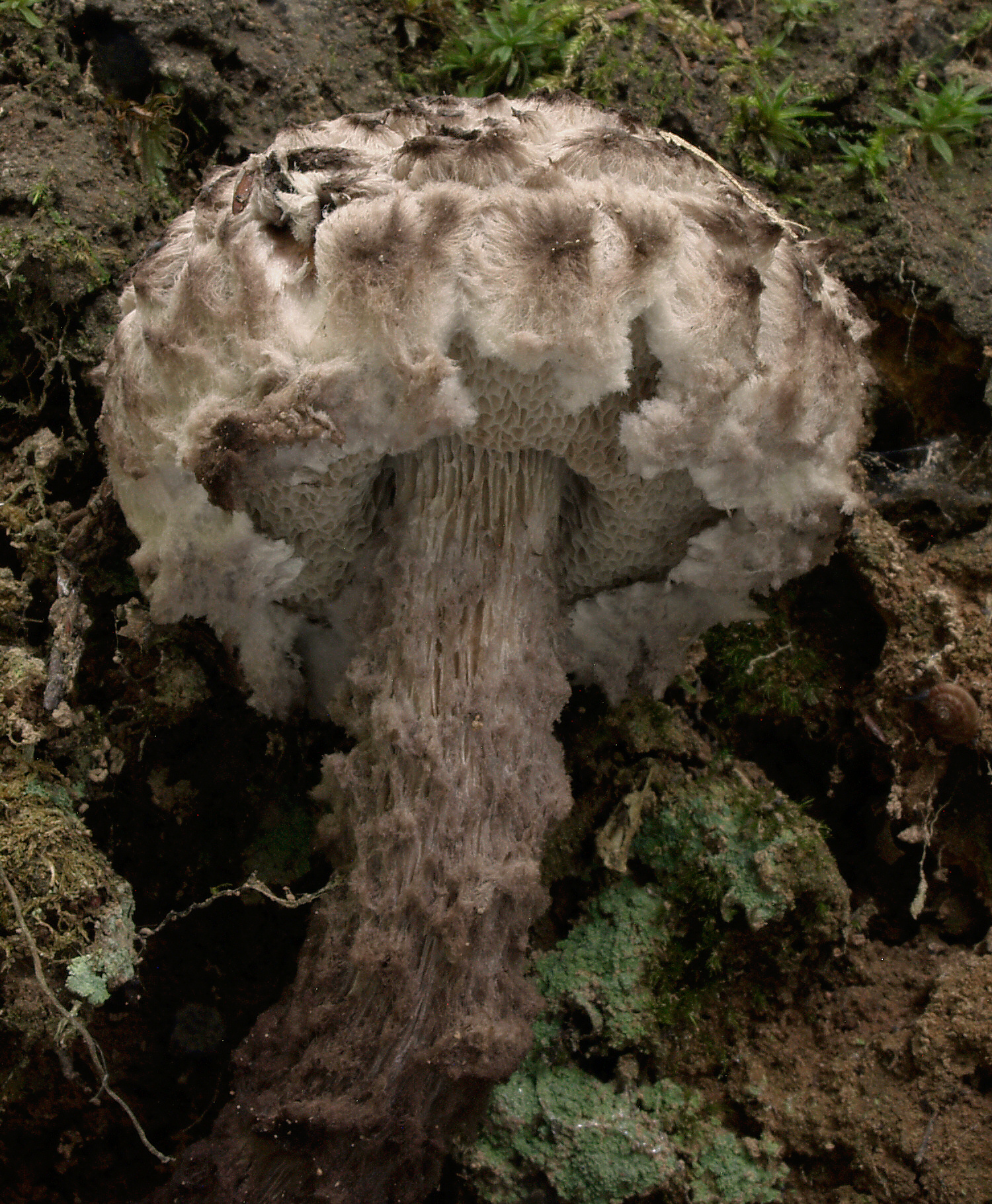
Mladší plodnice šiškovce černého, pohled zespodu na póry rourek. Patrné je již roztrhané velum.
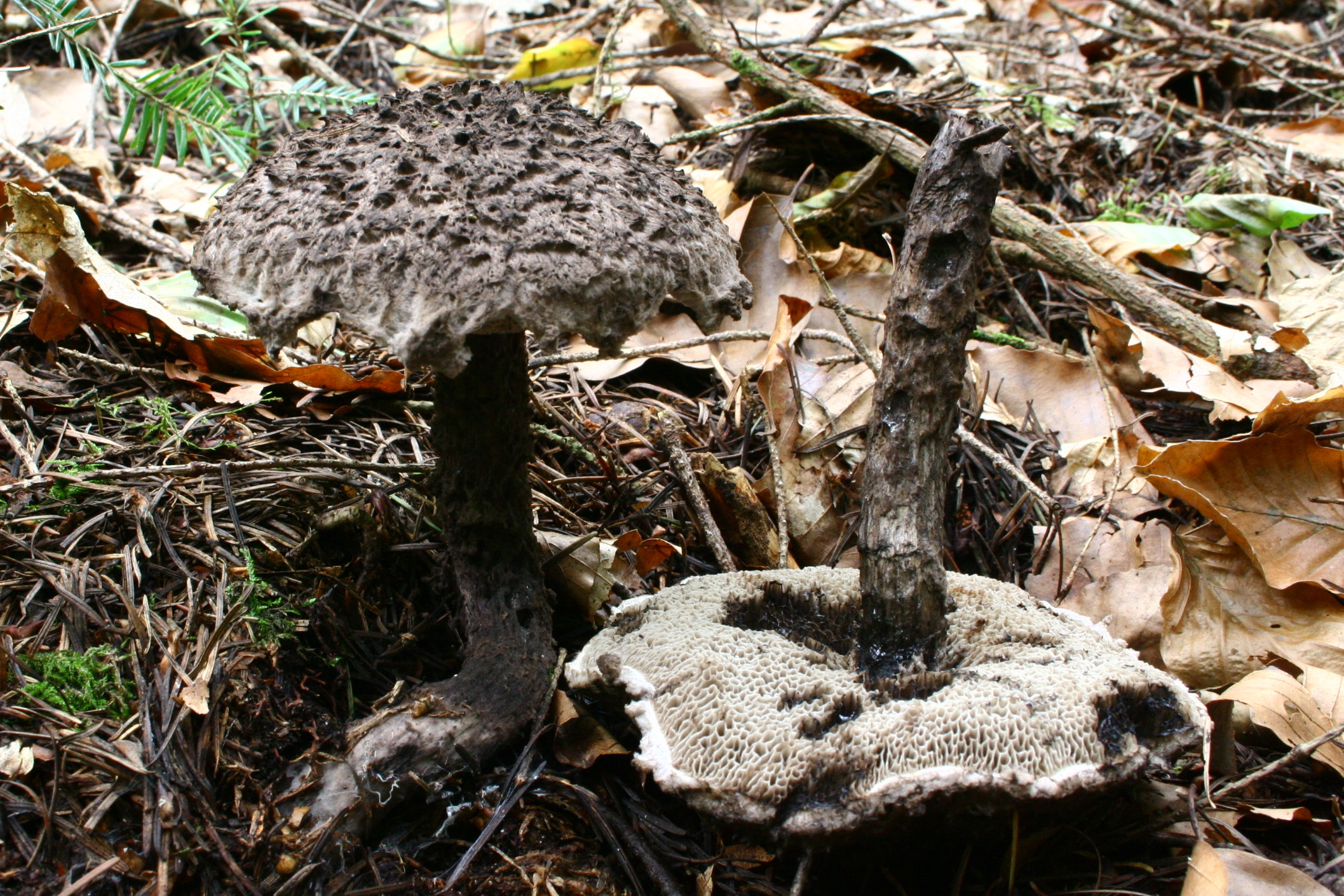
Starší plodnice